# Orio al Serio
Orio al Serio [ˈɔːɾjo alˈseːɾjo] (Öre [ˈøɾɛ] in dialetto bergamasco) è un comune italiano di 1 613 abitanti della provincia di Bergamo in Lombardia, conosciuto principalmente per il suo aeroporto.
Il comune si trova a circa 1 chilometro a sud-est del capoluogo orobico.

## Storia
Recenti studi, coadiuvati da scavi, hanno accertato che i primi insediamenti umani che interessarono il territorio di Orio al Serio furono quelli di alcune piccole tribù del popolo dei Liguri, seguiti dagli Etruschi prima e dai Galli Cenomani poi.
La prima vera opera di urbanizzazione fu invece opera dei Romani, come si può evincere dalla vicinanza di alcune strade che rendevano la zona particolarmente importante sia dal punto di vista militare che da quello dei trasporti.
Si succedettero quindi le dominazioni dei Longobardi e dei Franchi. A quest'ultimo periodo risale il primo documento scritto che attesta l'esistenza del toponimo Orio: risalente all'anno 829, enuncia numerosi possedimenti della città di Bergamo sul territorio comunale. A quel periodo risale anche la costruzione, documentata da atti del 986, di rogge derivate dal vicino fiume Serio, chiamate Seriole ed utilizzate per scopi irrigui.
Nel corso del 1233 il comune di Orio ottenne la propria autonomia, anch'essa riportata da documenti ora custoditi nella biblioteca civica di Bergamo.
In epoca medioevale il territorio risentì in modo minore, rispetto ad altri borghi posti nelle vicinanze, delle lotte fratricide tra guelfi e ghibellini, situazione che giovò non poco alla popolazione. Tuttavia il borgo si dotò comunque di edifici volti alla difesa del territorio, come testimonia la torre che ancora fa mostra di sé nel centro storico, parte rimanente di un piccolo fortilizio.
A partire dal XV secolo, il paese venne posto sotto la dominazione della Repubblica di Venezia che, con una serie di importanti decisioni, riuscì a migliorarne la condizione sociale ed economica. Durante tale periodo Orio venne infeudato dalla Serenissima alla nobile famiglia dei Martinengo-Colleoni, discendenti del condottiero Bartolomeo Colleoni, che gestì il territorio fino al XVIII secolo senza particolari sussulti.
Da quel momento non si verificarono più episodi rilevanti sul territorio di Orio, che seguì le sorti politiche della città di Bergamo, venendo inglobato nella Repubblica Cisalpina prima, nel Regno Lombardo-Veneto poi, per essere definitivamente inserito nel neonato Regno d'Italia nel 1859.
Significativa è la presenza dell'aeroporto, a partire dal 1938, che, durante la seconda guerra mondiale, fu trasformato in scalo militare dalla Luftwaffe. Al termine del conflitto si cominciò a porre le basi per convertire l'aeroporto da militare a civile, operazione completata nel 1970. Nonostante il conflitto d'interessi con gli scali di Milano, iniziato negli anni novanta, lo scalo iniziò nell'autunno del 2002, la fase di rilancio definitiva, legata ai voli a basso costo. Alla fine del 2009 Orio al Serio è diventato il 4° scalo d'Italia per numero di passeggeri ed il primo scalo italiano per i voli low cost.

### Simboli
Lo stemma e il gonfalone sono stati approvati con delibera del consiglio comunale del 18 aprile 1970 e concessi con decreto del presidente della Repubblica del 19 settembre dello stesso anno.
Il covone di grano simboleggia la principale attività e fonte economica del territorio; la banda ondata rappresenta il fiume Serio. Oro e rosso sono i colori del capoluogo Bergamo.
Il gonfalone è un drappo partito di rosso e di giallo.

### Onorificenze
Con D.P.R. del 7 marzo 2013 il comune viene insignito del titolo di città.

## Monumenti e luoghi d'interesse
Molto interessante è la chiesa parrocchiale di San Giorgio, risalente al XVI secolo e ristrutturata più volte nei secoli successivi. Inizialmente intitolata a Santa Maria, si compone di un'unica navata con quattro piccole cappellette per ogni lato e presenta numerose opere pittoriche, tra le quali spiccano gli affreschi di Vincenzo Angelo Orelli e la Madonna col Bambino di Francesco Zucco. Nella chiesa parrocchiale infine è presente un organo con delle caratteristiche timbriche e sonore rilevanti sebbene sia di modeste dimensioni.
Tra gli edifici civili spicca il Palazzo Malliani, costruzione risalente al XVIII secolo ed eseguita per conto dell'omonima famiglia; dotata di linee molto raffinate ed eleganti, possiede un portico ad archi ed affreschi ormai danneggiati dal tempo e dall'incuria.
Infine è ben visibile la torre medievale, parte rimanente di una fortificazione medievale, edificata interamente in pietra e alta ben 25 metri.
Accanto all'aeroporto è presente il centro commerciale Oriocenter, uno dei centri commerciali più grandi in Italia.

## Geografia antropica
Il comune di Orio al Serio si può suddividere in due zone distinte: il centro abitato e la parte più moderna, costituita dall'aeroporto e dal centro commerciale e nettamente divisa dal paese. Vi sono poi due  nuclei principalmente artigianali che si sono sviluppati a partire dagli anni '70: le località Nuova Betosca e Portico, che sorgono all'estremità territoriale comunale, la prima sul confine con Grassobbio e la seconda sul confine con Azzano San Paolo.

## Società

### Evoluzione demografica
Abitanti censiti

## Sport
Nel 1973 fu fondata la Polisportiva Orio, attiva inizialmente con il calcio e la pallavolo. Nel 2003 la società è stata rifondata con il nome di A.S.D. Nuova Polisportiva Orio comprendente al suo interno le seguenti attività: calcio, pallavolo, ciclismo, karate e rugby.